# Carl Waaler Kaas
Carl Waaler Kaas (Oslo, 28 luglio 1982) è un orientista norvegese.
Ha trionfato ai campionati mondiali su media distanza del 2010 a Trondheim.
Ha avuto anche tre medaglie d'argento a staffetta: nel 2010, nel 2011 in Savoia e nel 2012 a Losanna.
Ai campionati europei Carl ha ottenuto tre bronzi: nel 2006 a Otepää e nel 2010 a Primorsko nella staffetta e nel 2012 a Falun nella media distanza.